# Swift Trail Junction
Swift Trail Junction è una località degli Stati Uniti d'America, situata nella contea di Graham, nello Stato dell'Arizona.